# Joaquim Travassos da Rosa
Joaquim Travassos da Rosa (Belém, 15 de julho de 1898 – Rio de Janeiro, 25 de novembro de 1967) foi um pioneiro bacteriologista, pesquisador e professor universitário brasileiro.
Grande Oficial da Ordem do Mérito Médico, foi diretor da Fiocruz e do Instituto Butantan, foi também presidente de várias sociedades como a Sociedade de Biologia de São Paulo, a Sociedade Brasileira de Microbiologia e da Sociedade Brasileira para o Progresso da Ciência. Seu trabalho no Instituto Butantan foi essencial para esclarecer a etiologia, etiopatogenia e epidemiologia das febres maculosas e do tifo exantemático, onde identificou os agentes da Febre Maculosa Brasileira e das Montanhas Rochosas, nos Estados Unidos.

## Biografia
Joaquim nasceu em Belém, no Pará, em 1898. Era filho de Joaquim Travassos da Rosa e Maria Eleonora Muller Travassos da Rosa. Formou-se bacharel em Ciências e Letras pelo Ginásio Paes de Carvalho, ainda no Pará e em seguida mudou-se com a família para o Rio de Janeiro, onde se matriculou na Faculdade de Medicina, vindo a se formar em 1914. Nessa faculdade, foi monitor e, depois, preparador da Cadeira de Microbiologia, de 1922 a 1926.
Trabalhou como médico bacteriologista da Diretoria de Higiene do Rio Grande do Sul, de 1927 a 1929, e, a partir dessa data, como assistente do Instituto Butantan, onde trabalhou por 27 anos. Em 1948, entrou na Fiocruz, tendo sido seu diretor entre 1961 e 1964. Foi chefe da Divisão de Vírus do Instituto de Microbiologia da Universidade Federal do Rio de Janeiro, assessor científico e subchefe de gabinete do Ministério da Saúde e assessor técnico e científico da Fundação Serviço Especial de Saúde Pública.
Publicou mais de 130 trabalhos científicos na carreira. Além de identificar os agentes da febre maculosa, pesquisou e revelou a ocorrência do tifo murino no Rio de Janeiro, onde isolou seu agente causador.

## Morte
Joaquim estava com a saúde bastante fragilizada e morreu em 25 de novembro de 1967, no Rio de Janeiro, aos 69 anos.